# Brachiaphodius bellmanni
Brachiaphodius bellmanni är en skalbaggsart som beskrevs av Bordat 2005. Brachiaphodius bellmanni ingår i släktet Brachiaphodius och familjen Aphodiidae. Inga underarter finns listade.